# Moustapha Fall
Moustapha Fall (ur. 23 lutego 1992 w Paryżu) – francuski koszykarz, reprezentant kraju, występujący na pozycji środkowego, obecnie zawodnik Olympiakosu Pireus.
W 2016 reprezentował Los Angeles Lakers podczas rozgrywek letniej ligi NBA w Las Vegas.
23 czerwca 2021 dołączył do greckiego Olympiakosu Pireus

## Osiągnięcia
Stan na 25 lutego 2022, na podstawie, o ile nie zaznaczono inaczej.
Drużynowe
- Mistrz:
  - Francji (2017, 2021)
  - II ligi francuskiej Pro B (2015)
- Wicemistrz FIBA Europe Cup (2017)
- Zdobywca pucharu:
  - Francji (2021)
  - Grecji (2022)
- 3. miejsce w II lidze francuskiej Pro B  (2014)

Indywidualne
- MVP:
  - finałów FIBA Europe Cup (2017)
  - Pucharu Francji (2021)
- Obrońca roku francuskiej ligi Pro A (2017, 2021)
- Zaliczony do II składu Ligi Mistrzów (2020)
- Uczestnik meczu gwiazd ligi:
  - francuskiej LNB Pro A (2016, 2017)
  - tureckiej (2018)
- Lider:
  - ligi francuskiej w:
    - zbiórkach (2017)
    - blokach (1,5 – 2016, 2 – 2017)

  - FIBA Europe Cup w blokach (1,8 – 2017)

Reprezentacja
- Wicemistrz olimpijski (2020)[5]
- Uczestnik:
  - kwalifikacji:
    - europejskich do mistrzostw świata (2017–2019 – 3. miejsce)
    - do mistrzostw Europy (2020)

  - uniwersjady (2015 – 5. miejsce)